# Kubai todi
A kubai todi (Todus multicolor) a madarak (Aves) osztályának szalakótaalakúak (Coraciiformes) rendjébe és a todifélék (Todidae) családjába tartozó faj.

## Rendszerezése
A fajt John Gould angol ornitológus írta le 1837-ben.

## Előfordulása
Kuba szigetén honos. Természetes élőhelyei a szubtrópusi és trópusi síkvidéki és hegyi esőerdők, száraz erdők és cserjések, valamint ültetvények. Állandó, nem vonuló faj.

## Megjelenése
Testhossza 11 centiméter. Testéhez képest a feje nagy, csőre vékony és lapos. Tollazata felül élénk zöld, alul halványszürke. Torka vörös és van egy kék folt a nyaka oldalán.
|  |

## Életmódja
A kubai todi gyakran látható párban. Amikor állnak, megismételnek egy sajátos "tot-tot-tot-tot" kiáltás, de a legjellemzőbb hívás a lágy "pprreeee-pprreeee" (ebből ered a hétköznapi neve Kubában, a "Pedorrera"). Szárnyai zümmögő hangot is adnak, amely repülés során hallható.
Étrendjében a rovarok dominálnak, de ehet továbbá apró gyümölcsöket, pókokat és kisebb gyíkokat. Bár a faj ökológiája kevésbé tanulmányozott, jól ismert tény, hogy más fajokból álló csoportosulásokban is megfigyelhető. Ugyanakkor a kubai todira vadászhatnak a szegénységben élő emberek és a szigetre betelepített mongúzok.

## Szaporodása
A fészke kb. 30 cm hosszú alagútból áll, amit agyagos töltésekben, de néha korhadt törzsbe vagy faüregbe épít. Az alagút és a tojáskamra falait vastag, ragasztószerű anyag fedi, ami fűvel, zuzmóval, apró tollakkal és egyéb agyagokkal van keveredve. Fészekalja 3-4 tojásból áll, amin mindkét szülő költ.

## Természetvédelmi helyzete
Az elterjedési területe elég nagy, egyedszáma viszont csökkenő, de még nem éri el a kritikus szintet. A Természetvédelmi Világszövetség Vörös listáján nem fenyegetett fajként szerepel.

## Fordítás
Ez a szócikk részben vagy egészben  a   Cuban tody című angol Wikipédia-szócikk fordításán alapul.  Az eredeti cikk szerkesztőit annak laptörténete sorolja fel. Ez a jelzés csupán a megfogalmazás eredetét és a szerzői jogokat jelzi, nem szolgál a cikkben szereplő információk forrásmegjelöléseként.